# مؤسسة عبد العزيز بن باز الخيرية
مؤسسة عبد العزيز بن باز الخيرية هي مؤسسة خيرية  سعودية تأسست عام 1422 هجري الموافق 2001 ميلادي.

## اهداف المؤسسة
- دعم ورعاية المشروعات والبرامج العلمية والثقافية التي تنمي الفكر والعقيدة السليمة وتعمل على تكوين جيل إسلامي يتفهم الرؤية الحضارية للإسلام وترسيخ تجربه ومنهج الشيخ ابن باز في نفوس الدعاة وطلبه العلم في داخل المملكة وخارجها.
- دعم ورعاية البرامج والمؤسسات التي تغنى بدراسة القضايا الملحة التي تهم العالم العربي والإسلامي بما يبرز سماحة الإسلام وعدالته ويحقق التواصل الفكري والعلمي بين المجتمعات الإسلامية.
- توثيق سيرة الشيخ ابن باز وجهاده ومنهجه في الدعوة إلى الله ونشر تراثه وكتبه وفتاويه ورسائله عبر وسائل النشر المتاحة والوسائط التقنية الحديثة وترجمتها إلى عدد من اللغات المختلفة.
- استمرار رسالة الشيخ ابن باز وجهوده في العمل الاجتماعي وإنشاء ودعم ورعاية البرامج التي تعنى بالإعمال الاجتماعية والإغاثية، والتواصل مع الجمعيات والمؤسسات الاجتماعية والخيرية ودعم أنشطتها بما يساهم في تخفيف المعاناة عن الفئات المحتاجة من المسلمين.
- الاستمرار في رسالة الشيخ عبد العزيز في بناء ورعاية ودعم المساجد تأكيداً لرسالة المسجد الدعوية والتعليمية والتثقيفية في حياة المسلمين ودوره في ترشيد وضبط أفكار وعواطف الشباب المسلم.

## نشأة المؤسسة
كانت نشأة المؤسسة في 3/1/1422 هـ. استمراراً لرسالة الشيخ وما قدمه من عطاءات متميزة وأعمال جليلة لا يزال المسلمون يتلمسون آثارها يوماً بعد يوم
وتأكيدا للدور الذي قام به الشيخ كرمز من رموز المنهج الإسلامي الصحيح القائم على الوسيطة والاعتدال وتجسيداً لاهتمامه برعاية العلم والدعوة ونشر العقيدة الصحيحة واستمرار لرسالته الإنسانية والاجتماعية ودوره في دعم الأنشطة والبرامج الاجتماعية والإغاثية فقد تم إنشاء مؤسسة عبد العزيز بن باز الخيرية بدعم كبير من حكومة خادم الحرمين الشريفين ممثله في حضرة الأمير سلمان بن عبد العزيز آل سعود أمير منطقة الرياض والذي ساند المؤسسة منذ أن كانت فكرة حتى خرجت إلى حيز التنفيذ بكافة أشكال الدعم المادي والمعنوي، وكذلك باهتمام خاص ومتابعة مستمرة من حضرة الأمير عبد العزيز بن فهد بن عبد العزيز وزير الدولة عضو مجلس الوزراء، ورئيس ديوان مجلس الوزراء
حيث صدرت الموافقة على إنشاء المؤسسة بقرار معالي وزير العمل والشؤون الاجتماعية رقم 411/ش وتاريخ 3/1/1422 هـ بتسجيل مؤسسة عبد العزيز بن باز الخيرية في سجل المؤسسات الخيرية تحت رقم 12 وتاريخ 3/1/1422 هـ.

## النظام الإداري للمؤسسة
يتكون التنظيم الإداري للمؤسسة من مجلس الأمناء الذي يرأسه الأمير سلمان بن عبد العزيز أمير منطقة الرياض ونائبه الأمير عبد العزيز بن فهد بن عبد العزيز ويضم المجلس في عضويته عددا من أصحاب السمو الأمراء وأصحاب المعالي الوزراء وأصحاب الفضيلة العلماء وبعض من تلاميذ الشيخ ومحبيه من رجال الأعمال والتجار. ويعتبر هذا المجلس الجهة الإدارية العلياء للمؤسسة والذي تعرض عليه الأعمال والبرامج والخطط لاعتمادها أو إلغائها وفق الصلاحيات والأحكام النظامية التي تصدر بها اللوائح التنفيذية. ويتولى منصب الأمين العام للمجلس الشيخ أحمد بن عبد العزيز بن باز وهو يشرف إشراف مباشر على التقارير الدورية لأداء المؤسسة كما يتولى إدارة المؤسسة مجلس إدارة مكون من المدير العام الدكتور عبد المحسن بن عثمان بن باز وستة من مدراء العموم يجتمعون مرة واحدة على الأقل كل أسبوع لتسيير أعمال المؤسسة إصدار قراراتها وفق لوائح وأنظمة ثابتة تنظم كل إدارة، ويرفع محضر الاجتماع لمدير عام المؤسسة أو من ينوب عنه لاعتماده، ثم تبدأ الإدارات المعنية بتنفيذ قراراتها. وقد اعتمدت المؤسسة البدء من حيث انتهى الآخرون، وتسيير الأعمال بأفضل التقنيات الحديثة لتحقيق أعلى مستوى من الجودة والشفافية في الأداء المالي والإداري.

## البرامج والمشاريع
مؤسسة عبد العزيز بن باز ثمرة يانعة غرسها الشيخ وتعاهدها تلاميذه وأبناؤه ومحبوه بالرعاية، وهي تعنى باستمرار عطاءات الشيخ العلمية والدعوية والاجتماعية.
ومن أهم مشاريعها :
· نشر الميراث العلمي للشيخ بوسائل النشر المختلفة.
· موقع الشيخ على الشبكة العنكبوتية.
· مركز البحوث والدراسات.
· دعم الباحثين وطلاب العلم، خاصة فيما يتعلق بالإرث العلمي للشيخ
· نشر الكتاب والشريط الإسلامي.
· إقامة ورعاية برامج علمية وتربوية.
· مركز التدريب والتأهيل، وتكوين الأسرة المنتجة.
· المناشط الصيفية، والدعوية، والدورات الشرعية.
· الصدقة الجارية.
· مجالات البر المختلفة.

## التسمية
تم اختيار اسم المؤسسة (مؤسسة عبد العزيز بن باز الخيرية) لكي يعبر عن شخصية وروح الشيخ عبد العزيز بن باز، حيث تم الاكتفاء باسم سماحته دون أي ألقاب رسمية أو علمية أو غيرها مما كان ينادى بها في حياته وذلك تأكيداً للبعد الإنساني للمؤسسة وتجسيداً لما تميزت به شخصيته من تواضع وبساطة وخرجاً عن المحدود إلى العالمية كما هي رسالته.

## وصلات خارجية
موقع المؤسسة على الإنترنت
1. ↑  "مؤسسة عبدالعزيز بن باز الخيرية – ". 17 سبتمبر 2023. اطلع عليه بتاريخ 2024-08-07.
2. ↑  "ملف:مؤسسة عبد العزيز بن باز الخيرية.jpg". ويكيبيديا. 26 نوفمبر 2023.
3. ↑  Reiling، Herman T. (1958). "Federal Taxation: What Is a Charitable Organization?". American Bar Association Journal. ج. 44 ع. 6: 525–598. JSTOR:25720402.